# Gallotia atlantica
Gallotia atlantica är en ödleart som beskrevs av  Wilhelm Peters och Giacomo Doria 1882. Gallotia atlantica ingår i släktet Gallotia och familjen lacertider. IUCN kategoriserar arten globalt som livskraftig.

## Utbredning och habitat
Artens ursprungliga utbredningsområde är öarna Lanzarote, Fuerteventura, Isla de Lobos, La Graciosa, La Graciosa, Montaña Clara och Roque del Este i ögruppen Kanarieöarna. Som introducerad art (från Lanzarote) förekommer den i den östra delen av ön Gran Canaria i regionen runt staden Arinaga. Den förekommer från havsnivå till 670 meter över havet på Lanzarote och 800 meter på Fuerteventura. Arten trivs i ett brett spektrum av torra och öppna livsmiljöer. Den har observerats i sandiga kustområden med gles vegetation, buskskog, öppna torra skogar och i befolkade områden, dock ej i karga lavafält till följd av vulkanisk aktivitet. Honan lägger årligen ett till fem ägg i vardera två till tre bon.

## Underarter
Arten delas in i följande underarter:
- G. a. atlantica
- G. a. mahoratae